# مانوئل ویانا
مانوئل ویانا (به پرتغالی: Manoel Viana) یک منطقهٔ مسکونی در برزیل است که در ریو گرانده جنوبی واقع شده‌است. مانوئل ویانا ۱٬۳۹۰٫۷ کیلومتر مربع مساحت و ۷٬۳۰۷ نفر جمعیت دارد و ۱۱۳ متر بالاتر از سطح دریا واقع شده‌است.